# Боргофорте
Боргофорте, Борґофорте (італ. Borgoforte) — колишній муніципалітет в Італії, у регіоні Ломбардія, провінція Мантуя. З 4 лютого 2014 року Боргофорте є частиною новоствореного муніципалітету Борго-Вірджиліо.
Боргофорте розташоване на відстані близько 380 км на північ від Рима, 135 км на схід від Мілана, 14 км на південь від Мантуї.
Населення — 3533 особи (2012).

## Демографія
Населення за роками:

Станом на 31 грудня 2010 року в муніципалітеті офіційно проживали 532 іноземці з 28 країн, серед них 65 громадян країн Євросоюзу та 9 громадян України.

## Сусідні муніципалітети
- Баньоло-Сан-Віто
- Куртатоне
- Маркарія
- Моттеджана
- Сан-Бенедетто-По
- В'ядана
- Вірджиліо